# Bitwa pod Dobronowicami
Bitwa pod Dobronowicami, także bitwa pod Dobronowcami – jedyne większe starcie zbrojne insurekcji Joachima Deniski. 
Joachim Denisko wtargnął w 1797 roku z Turcji wraz z około 200-osobowym zagonem na terytorium austriackiej wtedy Bukowiny, licząc na wywołanie powstania narodowego. 30 czerwca pod Dobronowicami jego oddział został rozbity. 
W bitwie brał udział m.in. późniejszy generał, Jan Kanty Julian Sierawski.